# Arie van Wetten
Arie van Wetten (Noordwijkerhout, 26 september 1934 - aldaar 1 oktober 2013) was een in Nederlands wielrenner. 
Van Wetten reed in 1957 de Ronde van Frankrijk, na de tweede etappe moest hij ziek opgeven. Het daaropvolgende seizoen won hij een etappe in de Ronde van Nederland.

## Palmares
1957
Hulst
1958
3e etappe Ronde van Nederland
Omloop van Midden-Vlaanderen
Beek
Strijen
1959
Nationale Cyclecross Duinhorst